# Atakora
Atakora Benin tizenkét megyéjének egyike, székhelye Natitingou. 1999-ben hozták létre, a terület korábban Borgouhoz tartozott.

## Földrajz
Az ország északnyugati részén található. Északról Burkina Faso, míg nyugatról Togo határolja.
9 település van a megyében:
Megyeszékhely: Natitingou
Boukoumbé, Cobly, Kérou, Kouandé, Matéri, Pehonko, Tanguiéta és Toucountouna.

## Népesség
19,1% Bariba nemzetiséghez tartozik. Berba 14,2%, Ditamari 11,0%, Natemi 9,9%, Fulbe 9,8% és Otamari 4,9%.

## Vallások
A muzulmánok aránya 23,9%-ra tehető. 24,0%-uk kereszténynek vallja magát. A lakosság több, mint fele törzsi vallású.

## Fordítás
- Ez a szócikk részben vagy egészben  az   Atakora című német Wikipédia-szócikk fordításán alapul.  Az eredeti cikk szerkesztőit annak laptörténete sorolja fel. Ez a jelzés csupán a megfogalmazás eredetét és a szerzői jogokat jelzi, nem szolgál a cikkben szereplő információk forrásmegjelöléseként.